# 江苏科技大学
江苏科技大学，是一所省属重点建设的以工科为主的高等学校，主校区位于江苏省镇江市。学校拥有博士、硕士学位授予权，曾招收国防生。学校是以船舶工业为基础的一所普通高等院校，涉船专业和蚕桑专业是学院优势专业。“船舶、海洋、蚕桑”是学校的三大办学特色（未来还将有“粮食”特色的重新兴起）。
学校目前拥有东、西、南三个校区，另有一新校区在建，预计2018年秋作为主校区入驻。此外在苏州张家港建有张家港校区，学校的公有民办二级学院苏州理工学院坐落于此。
目前，在校教职工中，国家优秀青年基金获得者、青年“千人计划”入选者、“新世纪百千万人才工程”入选者等各类人才100余名。研究机构方面，拥有2个农业部、4个省教育厅和1个中国农科院重点实验室，1个省教育厅重点实验室国家培育点。

## 校史和重要办学时间节点
1933年3月，林美衍、吴开先、许恒、张桐等人创办上海私立大公职业学校，校址位于上海市乔家浜，分机械、土木、商业及应用化学四科。
1934年春季，因得吴铁城、吴醒亚、杜月笙、吴蕴初等赞助，于南市局门路兴建校舍及实习工厂。
1937年“八一三”淞沪抗战爆发。学校因与江南造船厂毗邻，目标显著，时有敌机袭击。为避免牺牲，学校决定先临时迁至法租界霞飞路1968号（今淮海中路），同时将学校图书仪器及工厂机器材料迁入租界，以保安全。上海战争形势进一步危急，为安全起见，政府当局下令将上海市私立大公职业学校一部分迁往四川省重庆市；一部分迁至浙江天台县溪南创设大公中学，租赁房屋专办普通科；留沪部分继续于“法租界地”霞飞路办学。
1939年2月，学校留沪部分因原租赁的校舍不敷应用，又改租上海汉口路131号庆云大楼办学，学生人数增至500人左右。
1945年11月，抗战胜利后，由时任校长许恒呈报的“为复校事呈请准予备案”的报告获当时的上海市教育局批准后，私立大公职业学校在上海复校。由于原址校舍、器材等曾被日军侵占并辟为司令部，后又拨给毗邻的江南造船厂，当局政府另拨给上海市虹口区峨嵋路400号四层大楼为新校址，继续办学，设机械、水产、商业三个专业科类。
1952年，由中华人民共和国第一机械工业部船舶工业局筹建上海船舶工业学校，这是新中国创办的第一所造船中等专业学校；
1952年11月，福建高级航空机械商船职业学校（源自1866年创办的福建船政学堂）造船科与上海高级机械职业学校（源于1907年创办的德文医学堂）造船科分别加入筹建上海船舶工业学校；
1953年7月，上海机电工业学校（源自1933年创办的上海私立大公职业学校）机械科与上海水产学院附设上海水产学校（源自1912年创办的江苏省立水产学校）轮机科分别加入筹建上海船舶工业学校（学校目前认定的建校时间1933年即来源于此处的大公职业学校创办时间）；
1953年8月，上海船舶工业学校正式创办并开始招生；
1970年，更名为镇江船舶工业学校，迁至镇江，由舒同题写校名；
1978年，更名镇江船舶学院，升格为普通本科院校；
1993年，更名为华东船舶工业学院，由江泽民题写校名；
1999年，从中国船舶工业总公司划转归江苏省管理，从属关系由部属高校变更为省属高校；
1999年，与江苏省江海贸易学校（源自1979年创办的江苏省镇江粮食学校）合并；
2000年，与中国农业科学院蚕业研究所（源自1951年创办的华东蚕业研究所）合并；
2004年，更名为江苏科技大学；
2012年，由江苏省人民政府与中国船舶工业集团公司、中国船舶重工集团公司三方签署协议共建；
2016年，工业与信息化部国防科技工业局与江苏省人民政府共建。

## 学院设置
- 船舶与海洋工程学院
- 土木工程与建筑学院
- 机械工程学院
- 能源与动力学院
- 电子信息学院
- 计算机学院
- 经济管理学院
- 理学院
- 材料科学与工程学院
- 环境与化学工程学院
- 外国语学院
- 生物技术学院
- 人文社科学院
- 马克思主义学院
- 体育学院
- 粮食学院
- 苏州理工学院（民办二级学院，原名南徐学院，现迁址苏州张家港）